# Roepera botulifolia
Roepera botulifolia är en pockenholtsväxtart som först beskrevs av Van Zyl, och fick sitt nu gällande namn av Beier & Thulin. Roepera botulifolia ingår i släktet Roepera och familjen pockenholtsväxter. Inga underarter finns listade i Catalogue of Life.